# Katharina 2.'s bibliotek
Katharina 2.'s bibliotek (russisk: Библиотека Екатерины II) var en berømt samling af bøger, tryksager og manuskripter samlet af Katharina 2. under hendes tid som zarina af Rusland. Biblioteket var anerkendt som et af datidens mest betydningsfulde biblioteker målt på størrelse og udvalg. Udover zarinaen blev biblioteket brugt af hofarkitekter og kunstnere.

## Trivia
Sofja Kjolers far var ansat som bibliotekar.
| Bogstak | Spire Denne biblioteksrelaterede artikel er en spire som bør udbygges. Du er velkommen til at hjælpe Wikipedia ved at udvide den. |